# Yakirra
Yakirra es un género de plantas herbáceas de la familia de las gramíneas o poáceas. Es originario de Birmania y Australia.

## Taxonomía
El género fue descrito por Lazarides & R.D.Webster y publicado en Brunonia 7(2): 292. 1985.
Etimología
El nombre del género deriva del nombre aborigen de algunas de las especies.

## Especies aceptadas
A continuación se brinda un listado de las especies del género Yakirra aceptadas hasta noviembre de 2014, ordenadas alfabéticamente. Para cada una se indica el nombre binomial seguido del autor, abreviado según las convenciones y usos.	
- Yakirra australiensis (Domin) Lazarides & R.D.Webster
- Yakirra foliolosa (Hook.f.) Clayton
- Yakirra majuscula (F.Muell. ex Benth.) Lazarides & R.D.Webster
- Yakirra muelleri (Hughes) Lazarides & R.D.Webster
- Yakirra nulla Lazarides & R.D.Webster
- Yakirra pauciflora (R.Br.) Lazarides & R.D.Webster